# Krzeniów (stacja kolejowa)
Krzeniów − nieczynna kolejowa stacja towarowa w części wsi Nowy Kościół – Krzeniowie, w Polsce, w województwie dolnośląskim.